# Claude-Désiré Barodet

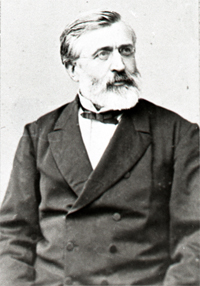
Claude-Désiré Barodet, 1875

Claude-Désiré Barodet  (* 27. Juli 1823 in Sermesse, Département Saône-et-Loire; † 18. April 1906 in Vincelles, Département Jura) war ein französischer Politiker.

## Leben
Barodet, Sohn eines Lehrers, sollte eigentlich Priester werden, absolvierte dann aber eine Ausbildung zum Lehrer und wurde 1847 angestellt.
Wegen seiner republikanischen Ansichten 1849 abgesetzt, wurde er zuerst Hauslehrer, dann Agent und Fabrikant in Lyon. Nach dem Sturz des Kaiserreichs 1870 (Pariser Kommune) war er einer der Anführer der dortigen radikalen Partei und wurde 1871 von Adolphe Thiers auf Wunsch des Conseil municipal zum Maire von Lyon ernannt. Dieses Amt musste er niederlegen, als die Nationalversammlung durch ein besonderes Gesetz vom 4. April 1873 die Zentralmairie von Lyon aufhob und die Munizipalbehörden wegen ihrer radikalen Tendenzen der Regierung unterordnete.
Die radikale Partei stellte ihn darauf zu ihrem Kandidaten bei einer Nachwahl in Paris gegen den gemäßigten Republikaner Charles de Rémusat auf, und Barodet errang 27. April einen Sieg, der den Sturz Thiers’ zur Folge hatte, da die Legitimisten in der Versammlung ihn zum Anlass nahmen, um Thiers ein Misstrauensvotum zu erteilen.
Zu Beginn der Dritten Republik schloss sich Barodet in der Nationalversammlung der äußersten Linken, in der Deputiertenkammer der republikanischen Linken an und war einer der Führer der Radikalen.
Im Alter von über 82 Jahren starb Barodet am 18. April 1906 in Vincelles und fand seine letzte Ruhestätte auf dem Friedhof von La Croix-Rousse  (4. Arrondissement von Lyon).

## Ehrungen
In 4. Arrondissement von Lyon wurde ihm zu Ehren eine Straße nach ihm benannt.